# Ribeira da Mulher
A Ribeira da Mulher é um curso de água português localizado no concelho do Nordeste, ilha de São Miguel, arquipélago dos Açores.
Este curso de água recebe vários afluentes, na sua maioria com início a uma cota de altitude que ronda os 900 metros em pleno Planalto dos Graminhais.
A sua bacia hidrográfica drena além de parte dos contrafortes do Planalto dos Graminhais, parte das encostas da elevação Pedra do Forno e do Espigão dos Bois.
O curso de água desta ribeira que desagua no Oceano Atlântico fá-lo depois de atravessar a aldeia da Feteira Grande, próxima a Santana.